# Sacra Spina di Petilia Policastro
La Sacra Spina è una reliquia, conservata e venerata nel santuario della Sacra Spina di Petilia Policastro, in Calabria, che la tradizione vuole sia appartenuta alla corona di spine di Gesù.

## Storia
La Sacra Spina fu donata nel 1498 da Giovanna di Valois, regina di Francia e moglie di Luigi XII, al suo confessore personale, padre Dionisio Sacco. Quest'ultimo decise di portarla al suo monastero di origine, quello francescano di Petilia Policastro. Tuttavia, padre Sacco non riuscì a consegnare la reliquia al monastero, dove arrivò nel 1523 grazie a padre Ludovico Albo, e fu collocata in un ostensorio della chiesa conosciuta al tempo col nome di Santa Maria dei Frati.

## Il Santuario della Sacra Spina
La chiesa seicentesca che tutt'oggi ospita la Sacra Spina, dalla quale ha preso il nome, sorge a 610 metri di altitudine, a poco più di 4 km dal centro di Petilia Policastro. Essa presenta una navata centrale e un altare in stile barocco. Al suo interno sono presenti un quadro della Vergine di Guido Reni, una deposizione di Mattia Preti e un soffitto interamente dipinto da artisti napoletani dell'epoca..

## La processione della Sacra Spina
La processione della Sacra Spina si svolge ogni secondo venerdì di marzo, giorno in cui viene effettuato un pellegrinaggio verso il Santuario da migliaia di pellegrini attraverso la processione del Calvario, una manifestazione in costume. Lungo il sentiero che conduce al Santuario è presente un ponte del '500, costruito appositamente per favorire la processione.